# シロカネソウ属
シロカネソウ属（シロカネソウぞく、学名：Dichocarpum、和名漢字表記：白銀草属）は、キンポウゲ科の属の1つ。

## 特徴
根茎のある多年草または二年草で、種によって匍匐茎が地上または地中をはうものがある。根出葉は1-数個あり、または無いか退化して鱗片状になる。茎につく葉は対生または互生し、鳥足状複葉で小葉は3-13個になるか、または単葉になる。茎は上部で多少とも分枝する。花は茎先または葉腋につき、集散花序に数個つくか、または単生する。萼片は花弁状で5個あり、色は白色、黄白色または淡黄緑色になるものがあり、背面に紫色の条や帯があるものが多い。花弁は萼片内の小さなもので5個あり、黄色またはオレンジ色で、舷部と長い柄からなり、舷部は広楕円形または半球形で、形状は皿状、コップ状またはスプーン状になる。舷部に蜜腺があり、蜜を分泌する。雄蕊は5-25個あり、葯は白色、黄色または淡紅紫色になる。雌蕊は2個あり、基部で合着する。果実は2個の袋果が基部で合着し、魚の尾状に二又に分かれる。

## 分布
日本産のものはすべて日本固有種。日本では、本州、四国、九州に、日本国外では中国大陸、台湾、インド北部、ミャンマー北部、ネパールに分布し、15種ほどある。

## 種

### 日本に分布する種
和名、学名はYistおよび『改訂新版 日本の野生植物 2』による。
- サバノオ（鯖の尾）Dichocarpum dicarpon (Miq.) W.T.Wang et P.K.Hsiao - 多年草。茎の高さは10-20cm、やや開出する毛がまばらに生える。根出葉は1-数個。花弁状の萼片は白色から緑白色で紫色の条がある。本州（岐阜県）と九州に分布し、温帯林の林床に生育する[1][5]。
- ハコネシロカネソウ（箱根白銀草）Dichocarpum hakonense (F.Maek. et Tuyama ex Ohwi) W.T.Wang et P.K.Hsiao - 多年草。茎の高さは5-20cm、繊細で無毛。根出葉は1-4個。花弁状の萼片は白色で背面がわずかに紫色を帯びる。本州（神奈川県、静岡県）に分布し、温帯林の林床に生育する[1][5]。準絶滅危惧(NT)（環境省2015年）。
- アズマシロカネソウ（東白銀草）Dichocarpum nipponicum (Franch.) W.T.Wang et P.K.Hsiao - 多年草。茎の高さは10-20cm、繊細で無毛。根出葉は1-4個または無い。花弁状の萼片は黄緑色で背面が紫色を帯びる。本州（秋田県、岩手県から鳥取県、岡山県）の日本海側に偏って分布し、温帯林の林床に生育する[1][5]。
- サンインシロカネソウ（山陰白銀草）Dichocarpum sarmentosum (Ohwi) Murata - 多年草。茎の高さは10-20cm、繊細で無毛。根出葉は1-3個または無い。花弁状の萼片は黄白色で背面の基部が赤紫色を帯びる。花後、地上に伸びる匐枝をもつ。本州（福井県から島根県）の日本海側に偏って分布し、温帯林の林床に生育する[1][5]。
- コウヤシロカネソウ Dichocarpum numajirianum (Makino) W.T.Wang et P.K.Hsiao - 多年草。茎の高さは10-20cm、繊細で無毛。根出葉は1-2個または無い。花弁状の萼片は白色または緑白色で背面が赤紫色を帯びる。本州（三重県、奈良県、和歌山県）および四国（香川県、徳島県）に分布し、温帯林の林床に生育する[1][5]。絶滅危惧IB類(EN)（環境省2015年）。
- キバナサバノオ（黄花鯖の尾）Dichocarpum pterigionocaudatum (Koidz.) Tamura et Lauener - 多年草。茎の高さは10-25cm、繊細で無毛。根出葉は退化して鱗片状になる。花弁状の萼片は黄緑色で背面がわずかに赤紫色を帯びる。本州（福井県、滋賀県、京都府、兵庫県）の日本海側に偏って分布し、温帯林の林床に生育する[1][5]。絶滅危惧II類(VU)（環境省2015年）。
- ツルシロカネソウ（蔓白銀草）Dichocarpum stoloniferum (Maxim.) W.T.Wang et P.K.Hsiao - 多年草。茎の高さは10-25cm、繊細で無毛。根出葉は1-2個またはそれ以上ある。花弁状の萼片は両面とも白色。地中に伸びる匐枝をもつ。本州（神奈川県から奈良県）の太平洋側に偏って分布し、温帯林の林床や苔むした岩場に生育する[1][5]。
- トウゴクサバノオ（東国鯖の尾）Dichocarpum trachyspermum (Maxim.) W.T.Wang et P.K.Hsiao - 二年草。茎の高さは5-30cm、繊細で無毛。根出葉は数個ある。花弁状の萼片は黄白色から黄緑色。本州（岩手県以南）、四国および九州に分布し、温帯林の林床や苔むした岩場に生育する[1][5]。
- サイコクサバノオ（西国鯖の尾）Dichocarpum univalve (Ohwi) Tamura et Lauener - 多年草。茎の高さは10-20cm、無毛かときに開出する毛がまばらに生える。根出葉は1-4個または無い。葉柄や花柄に開出する毛がある。花弁状の萼片は白色から緑白色で紫色の帯がある。本州（近畿地方）および四国に分布し、温帯林の林床に生育する[1][5]。

### その他の種
学名は Dichocarpum, The Plant Listから、および分布地
- Dichocarpum adiantifolium (Hook.f. & Thomson[6]) W.T.Wang & P.K.Hsiao
- Dichocarpum arisanense (Hayata) W.T.Wang & P.K.Hsiao - 台湾
- Dichocarpum auriculatum (Franch.) W.T.Wang & P.K.Hsiao - 中国大陸
- Dichocarpum basilare W.T.Wang & P.K.Hsiao - 中国大陸
- Dichocarpum carinatum D.Z.Fu - 中国大陸
- Dichocarpum dalzielii (J.R.Drumm. & Hutch.) W.T.Wang & P.K.Hsiao - 中国大陸
- Dichocarpum fargesii (Franch.) W.T.Wang & P.K.Hsiao - 中国大陸
- Dichocarpum franchetii (Finet & Gagnep.) W.T.Wang & P.K.Hsiao - 中国大陸
- Dichocarpum hypoglaucum W.T.Wang & P.K.Hsiao - 中国大陸
- Dichocarpum malipoenense D.D.Tao - 中国大陸
- Dichocarpum sutchuenense (Franch.) W.T.Wang & P.K.Hsiao - 中国大陸
- Dichocarpum trifoliolatum W.T.Wang & P.K.Hsiao - 中国大陸